# نوبة حيضان (بعدان)

تعديل مصدري - تعديل

نوبة حيضان محلة تابعة لقرية حيضان، التابعة لعزلة المنار بمديرية بعدان إحدى مديريات محافظة إب في الجمهورية اليمنية، بلغ تعداد سكانها 53 حسب تعداد اليمن لعام 2004.